# Robert de La Croix
 (avril 2023).
Si vous disposez d'ouvrages ou d'articles de référence ou si vous connaissez des sites web de qualité traitant du thème abordé ici, merci de compléter l'article en donnant les références utiles à sa vérifiabilité et en les liant à la section « Notes et références ».
Robert de La Croix, né à Lorient, le 21 janvier 1920, mort le 23 janvier 1987 dans le 20e arrondissement de Paris, est un romancier et poète, producteur d'émissions de radio et de télévision et officier de la marine marchande.
Trois de ses dix-huit livres furent couronnés par l'Académie française, et l'ensemble de son œuvre reçut, en 1985, le Prix de la Mer de l'Association des écrivains de langue française. Quelques mois avant sa disparition, à 66 ans, Robert de la Croix avait publié une anthologie des écrivains ayant traité de la mer, un ouvrage qui était devenu nécessaire depuis de nombreuses années.
On y trouve la confirmation que si nous n'avons pas de Hermann Melville, de Joseph Conrad, de Stevenson, une littérature maritime existe bien en France, irrégulière mais complètement attachante. Et qui ne susciterait pas le regain d'intérêt  que l'on observe en ce moment sans les patients travaux de De la Croix.

## Biographie
Fils de Maurice de La Croix, directeur de la conserverie « Philippe & Canaud », président du Syndicat des fabricants de conserves de Loire-Inférieure et de Vendée, et de Marie Marguerite Berthe Bousquet, il fit la plus grande partie de ses études à Paris mais vint à Nantes décrocher son diplôme d'officier de Marine marchande. L'époque - 1940-  se prêtait peu aux carrières tracées d'avance, et le lieutenant de la Croix, après deux ou trois voyages sur les côtes africaines à bord de navires de la Transat, se retrouva en disponibilité.

### Le poète sur les quais
Replié avec sa famille à Nantes, il s'y découvre des goûts pour la poésie comme cette ville sait les faire germer, par le mystère de ses quais abolis, de ses bassins comblés, de ses passages. Des plaquettes de poèmes: Sillages en 1943, Poèmes marins, Migrations en 1948, en témoignent, et le jeune homme rêve bien entendu d'un roman, sous le titre Est descendu aux Enfers.
Comme le poète Paul Fort est venu s'installer à Nantes, un petit cercle littéraire se forme autour du vieux maître toujours coiffé d'un béret rabattu sur les oreilles. À lui seront dédiés les Ballades nantaises de Paul Fort. Aussi, après la Libération, quand plusieurs libraires nantais veulent créer une revue littéraire, font-ils appel au jeune marin saisi par la poésie, le chargeant de la rédaction en chef du nouveau titre Horizons.
Cette revue, quand on en relit les exemplaires imprimés sur l'épais papier bouffant d'après-guerre, étonne par la qualité rare de ses collaborateurs. De la Croix publie Mac Orlan, Paulan, Béalu, Max Jacob, Julien Gracq, Supervielle, Francis Ponge. Avec l'aide de son ami René-Guy Cadou, débarquant de son école voisine, il traduit James Joyce, Oscar Wilde, Henry Miller, Rilke. Horizons, qui n'a duré que le temps d'une douzaine de parutions, avait un rayonnement national et une personnalité indiscutable. Mais on vit mal 
de la poésie.
Aussi retrouve-t-on De La Croix à Paris, dans l'équipe de la rédaction de l'hebdomadaire Carrefour, aux côtés de Gilbert Prouteau, de Morvan Lebesque, Max-Pol Fouchet, etc. Sa carte de journaliste porte le numéro 11.503. Mais n'a pas le tempérament de Kessel qui veut. Aux élucubrations de comptoir, de la Croix journaliste préfère un échiquier et une bonne bruyère; l'écriture éphémère le fait vivre, mais il attend mieux. Quand paraît son premier livre, Les Disparus du Pôle, en 1953, que l'Académie française lui attribue le prix Lange (1954) et qu'un éditeur new yorkais fait immédiatement traduire cette première œuvre, son choix est fait :
il sera un raconteur de ces péripéties qui ne font plus de gros titres dans la presse mais que l'on aime retrouver, éclairées par l'histoire, et qui font dire, le livre refermé: "Mais c'est pourtant vrai!..."
Robert de la Croix n'a jamais renié ses débuts de journaliste, il a toujours revendiqué ses recherches historiques comme une forme de reportage, à l'opposé de l'histoire romancée. Pendant quelques années, il accumule notes et fiches sur les explorateurs de l'océan Pacifique, du continent antarctique, sur les pionniers de l'aviation. le public suit les 
émerveillements de ce conteur sans fioritures qui compose bon an mal an un livre aussitôt traduit en américain, en portugais, en espagnol, en japonais même.

### Le conteur marin
Mais l'océan va reprendre le dessus à partir de 1957, année où paraît Le Mystère de la Mer. Proche de la quarantaine, de la Croix possède une maturité d'écriture qui lui permet d'envisager une carrière dans ce qui lui semble inexploitée: la vulgarisation de l'histoire maritime. Le voici habitué des salles de lecture des archives de la Marine, au fort de Vincennes, de la Bibliothèque Nationale, du Musée de la Marine. Il apprend le 
portugais et l'espagnol pour aller aussi dans les centres de documentation étrangers. sa silhouette d'éternel fumeur de pipe, passionné de gravures anciennes et de musique classique, est familière  aux bibliothécaires, qui apprécient la précision de ses recherches. Le neuvième livre qu'il publie reçoit, à son tour, un prix de l'Académie Française en 1964.
Les dix années qui suivent ne verront que des rééditions, des traductions, des adaptations, car R. de la Croix observe une pause. Ses collaborations au magazine Marco Polo, à Atlas que dirige Paul-Émile Victor, à la radio, lui laissent peu de temps. Une diversification intéressante que ses adaptations en dramatiques radio de Jules Verne, Chateaubriand, Conrad, Queffélec ou de la vie de Charcot.
Mais de la Croix reste le défricheur de l'histoire maritime. et s'il vérifie, en écrivant pour les micros, ce pouvoir de conteur qui subjugue ses neveux, les projets de livres ne sont pas abandonnés. L'Histoire de la Piraterie, en 1974, retiendra encore une fois les suffrages de l'Académie Française et on la traduira en Amérique du Nord et du Sud. Cette consécration va-t-elle  tirer le célibataire obstiné vers les cénacles où les écrivains bretons aiment à se retrouver? Inutile d'insister. Et si, en 1979, il travaille pour la première fois avec Narcejac sur la vie romancée du pirate Misson, fondateur de la république utopique de Libertalia, au XVIIIe siècle, la tentative est sans suite et d'ailleurs sans éclat. De la Croix oubliera délibérément ce livre dans la liste "du même auteur" sur ses livres ouvrages suivants.
Le rythme de la publication annuelle a repris: des vieux dossiers sortent les mystères de la Mary-Celeste, du Titanic, des galions mirifiques, des naufrages inexpliqués. Les Anglo-saxons, reconnaissant dans ce Français attelé à son œuvre comme un patient artisan un maître de la "short story", le traduisent immédiatement en livre de poche, ce qui n'arrivera jamais en France. Comme l'a écrit l'hebdomadaire Le Marin "Il nous raconte ses histoires tellement bien qu'on finit par le soupçonner d'y être pour quelque chose".

### Côté mystères
Avec l'âge, Robert de la Croix a su conserver cette jubilation de l'écriture qui saisit à la découverte des mille liens qui tissent une histoire enfouie dans le passé et que l'on va réanimer, en sachant que le plus invraisemblable pourra bien étonner le lecteur, mais que c'est de la pure vérité. Ce qui n'empêche pas de rêver sous les cocotiers jamais 
rencontrés, à deux pas de l'eau turquoise d'îles visitées par des images seules, sous la menace de typhons parfaitement décrits et tout à fait imaginés. De la Croix, dont la plume courait la nuit, après les recherches de la journée, devait réveiller ses chats en jetant sur le papier les solides bagarres de pirates, les coups de gueule de Vasco de Gama, les drakkars ballottés par la tempête. Il dépoussiérait à tour de bras une histoire embaumée par des cohortes de vieux amiraux et de cuistres renommés. Vaisseaux fantômes et épaves errantes, Histoires extraordinaires de la Mer, mystère, mystères.
De livres en livres, le monde va s'expliquant par la mer, ce qui est peut-être un peu court mais donne des pages gorgées de vie et de détails rigoureux puisés aux meilleurs sources. Le solitaire qui allait fumer sa pipe sous les arbres du Père-Lachaise, qui visitait et revisitait Venise en rêvant de Marco-Polo, nous semblait à tous un père Noël dont la hotte contenait mille et mille histoires dont chaque année nous ferait un somptueux présent. "Écrire, disait-il, c'est continuer à naviguer".
Mais il y a des embarquements impérieux. ce vieux rêve de roman, enfoui depuis près de quarante ans, il fallait qu'il ne reste pas mirifique eldorado de librairie...La romancière Irène Frain, qui a fait ses premières armes dans les ouvrages documentaires avant d'en tirer le sujet de son éclatant Nabab, se souvient d'avoir reçu un jour Robert de la Croix, venu "en voisin", disait-il.
Initiative peu fréquente entre littérateurs. De la Croix voulait savoir par quelle démarche on peut jeter une passerelle entre le document et le roman. "J'ai eu l'impression que c'était très important pour lui." dit Irène Frain.

### Le sillage
Effectivement, après l'établissement de son anthologie des écrivains de la mer, il s'était mis à construire un roman sur le départ de Christophe Colomb, et dont le mot fin ne sera jamais écrit. Le marin interrompu se retrouve dans le romancier inachevé. À d'autres de jouer la carte des épopées, à d'autres qui doivent d'avoir redécouvert les possibilités du roman d'aventures maritimes au fait que durant un tiers de siècle, un maître-artisan de la plume a été quasiment seul à conserver à ce genre un public fidèle dont la curiosité était payée de retour. On n'a pas attendu l'année dernière pour piller les récits documentés de De la Croix, mais c'est, en somme, qu'il est à son tour devenu une source reconnue. Il n'y a guère que ses éditeurs, dont il devait tenir à distance les mœurs de sagouins, qui ne soient pas au courant. Mais les livres, contrairement aux plus beaux navires, ne vont pas inéluctablement à la casse, ils virent de leur sillage innombrable et leurs voyages n'ont d'autres buts que de vérifier nos rêves.

## Récompenses
Il reçoit en 1954 le Prix Lange  destiné à récompenser les actions vertueuses les plus méritantes accomplies par des personnes de nationalité française   pour Les Disparus du Pole et en  1965 pour l'ensemble de son œuvre  le Prix Broquette-Gonin délivré par l'Académie Française  pour  récompenser l’auteur d'un ouvrage philosophique, politique ou littéraire, jugé susceptible d'inspirer l'amour du vrai, du beau et du bien.